# Мультизагрузка

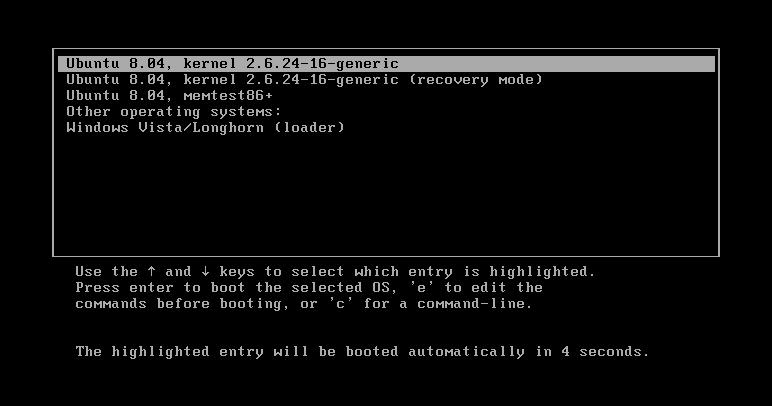
GRUB, с возможностью загрузки Ubuntu или Windows Vista

Мультизагрузка (англ. Multi-boot) это техническая возможность выбора, при включении компьютера, операционной системы для запуска. Для настройки такой возможности может потребоваться специальный загрузчик операционной системы и разбиение диска на несколько разделов.

## Применение
Мультизагрузка позволяет использовать несколько операционных систем на одном компьютере, что может быть полезно для:
- разработки и исследования ПО или новой компьютерной архитектуры;
- тестирования и изучения операционных систем;
- работы с ПО, которое поддерживается на разных ОС;
- обеспечения разных условий безопасности;
- снижения затрат на дополнительное оборудование.

Обычно мультизагрузка осуществляется использованием NTLDR, LILO, GRUB и других загрузчиков, которые поддерживают загрузку нескольких операционных систем.
Альтернативой мультизагрузки может стать виртуализация. Использование этого способа требует установки гипервизора и настройки виртуальных машин. После чего на эти виртуальные машины устанавливаются необходимые ОС. Таким образом, можно одну ОС "развернуть внутри" другой. Преимуществом такого подхода является контроль и безопасность (см.: песочница). К недостаткам можно отнести сложность настройки и большую ограниченность ресурсов, поскольку, как работа основной ОС (хоста), так и гипервизора потребляет вычислительные мощности.

## Технические аспекты

### Apple Boot Camp
Программа Boot Camp позволяет владельцам компьютеров Apple Macintosh построенных на архитектуре Intel x86 устанавливать Windows XP, Vista и Windows 7.

### Загрузка с помощью файла VHD
VHD — формат файла, эмулирующий жесткий диск, который можно создать гипервизором или штатно в Windows. Начиная с Windows 7, загрузчик Windows поддерживает запуск ОС установленных в этот файл. К преимуществам такой установки можно отнести простоту (на практике устанавливать и удалять дополнительные ОС также просто, как создавать и удалять файлы). Кроме того, нет необходимости создавать и/или переразмечать разделы на диске. При этом с ОС, установленной в файл VHD, можно работать как на виртуальной машине, так и непосредственно, без виртуализации, что позволяет использовать аппаратные ресурсы полностью. Основной недостаток такой конфигурации - отсутствие поддержки запуска в системах, отличных от Windows 7 (в редакциях Ultimate и Enterprise) и Windows 8. Загрузка Linux и других ОС из файла VHD возможна, но с некоторым осложнением процесса. Например, с использованием платного загрузчика VBoot.

### Использование нескольких накопителей
Операционные системы могут быть установлены как на отдельные диски, так и на отдельные разделы на одном диске.
Например, на компьютер установлена Windows на одном диске и Linux на другом. В данном случае установка специального загрузчика не обязательна потому, что пользователь имеет возможность выбора диска (а следовательно и ОС) для запуска, настройкой BIOS.
В случае использования нескольких операционных систем на одном накопителе загрузчик обязателен.

### Разметка диска
Основная концепция подразумевает создание отдельных разделов диска под каждую ОС и дополнительных для хранения информации.

#### Windows XP/2000
Система адресации Windows Vista не совместима с XP/2000, поэтому если есть необходимость использовать Windows 2000/XP, возможно менее опасно использовать систему адресации CHS, которая установлена по умолчанию в Windows XP/2000.

#### Windows и Linux
Одна из самых востребованных конфигураций — мультизагрузка Linux и Windows, установленных на разных разделах одного накопителя. Некоторые сложности вызывает то, что загрузчик Windows поддерживает запуск только разных копий Windows, в отличие от большинства дистрибутивов Linux. При этом загрузчик Linux (чаще всего GRUB) без проблем определяет все инсталляции Windows и поддерживает их загрузку. Также важно помнить, что сама Windows по умолчанию исключает возможность работы с файловой системой Linux. Важным моментом является и то, что в Windows Vista (в случае использования стороннего загрузчика) установка обновлений часто или невозможна, или вызывает ошибки. Поэтому, для установки обновлений, может потребоваться восстановление стандартного загрузчика. Это можно сделать с помощью программы dd из дистрибутива SystemRescueCD.
Устанавливать Windows рекомендуется на первичный (основной) раздел (на старых системах на первый первичный раздел). В то время, как Linux может быть установлен на любой раздел, включая логический. Загрузчики и Windows, и Linux идентифицируют разделы диска согласно таблице разделов, где порядок может отличаться от физического порядка разделов на диске. Создание и удаление разделов в конце дискового пространства не сказывается на предыдущих разделах. Но те же операции в середине или в начале диска могут вызвать изменение нумерации, что, в свою очередь, приведет к необходимости перенастройки загрузчика.

### Мультизагрузка на съёмных носителях
Установка загрузчика на съёмные носители (usb flash drive, usb-hdd) открывает возможность запуска нескольких операционных систем непосредственно со сменного носителя.
Для этого используются загрузчики Grub4Dos и Syslinux. Дистрибутивы live linux и Windows PE, помещаются на съёмный носитель. В конфигурационном файле загрузчика делается запись с параметрами загрузки выбранных дистрибутивов, формируются пункты меню загрузки. При включении компьютера необходимо выбрать загрузку с usb носителя, далее запускается программа загрузчик, посредством меню загрузки которой, можно выбрать желаемый дистрибутив для запуска. 
Плюсы заключаются в том, что можно носить с собой настроенную под себя операционную систему (или несколько ОС) и запускать её на любых компьютерах и ноутбуках, даже если у них отсутствует жёсткий диск.